# Cetego
Cetego (em latim: Cethegus) foi um senador bizantino do século VI, ativo durante o reinado do imperador Maurício (r. 582–602).

## Vida
Cetego era um homem claríssimo, esposo de Flora. No final de 598, ele e sua esposa enviaram Máximo à Sicília para tratar de assuntos seus e requereram que 4,5 quilos de ouro fossem pagos ao bispo Basílio de Cápua, que foi exilado. Papa Gregório I (r. 590–604) ordenou ao bispo João de Siracusa que a soma fosse dada a Basílio e Máximo. Os autores da PIRT sugerem que Cetego era membro de uma família senatorial e que era aparentado com Basílio.